# Ramphotyphlops wiedii
Ramphotyphlops wiedii este o specie de șerpi din genul Ramphotyphlops, familia Typhlopidae, descrisă de Peters 1867. Conform Catalogue of Life specia Ramphotyphlops wiedii nu are subspecii cunoscute.